# 木住野佳子
木住野 佳子（きしの よしこ、1960年10月15日-）は、日本のジャズピアニストである。東京都出身。

## 略歴
- 東京に生まれる。桐朋学園大学音楽学部在学中、ヤマハのポピュラー系のコンテストで「ベスト・キーボード賞」を2度受賞。
- 1986年 - 小中和哉監督の商業映画デビュー作「星空のむこうの国」の映画音楽を村井俊夫と共に担当する。
- 1995年 - GRPレコードよりアルバム「fairy tale」を発売し、プロとしてデビュー。
- 1996年 - ブルーノート東京で自己名義のトリオで出演。
- 1997年よりTVコマーシャルへの曲提供も開始。

### アルバム
- fairy tale                 （1995年）
- photograph                 （1996年）
- Rendez-Vous                （1997年）
- You Are So Beautiful       （1999年）
- My Little Christmas        （1999年）
- Tenderness                 （2000年）
- Siesta                     （2002年）
- Portrait                   （2003年）
- Praha                      （2004年）
- Heartscape                 （2005年）
- Timescape                  （2005年）
- Nocturne 　-piano ballade- （2005年）
- bossa nostalgia            （2006年）
- Face                       （2008年）
- The Premium Best -Portrait 2- （2010年）
- Hope (2013年)
- Anthology (2015年）
- Nuage (2018年)

## 映像作品
- DVD 「Tenderness Concert」（2001年）2000年秋、赤坂ブリッツで開催した「テンダネス」コンサートを収録。

## コンサート

### 2009年
- 木住野佳子ピアノトリオジャズコンサート（2009年11月29日）日本昭和音楽村　江口夜詩記念館音楽ホール
  - 西嶋徹（ベース）
  - 岡部洋一（パーカッション）

## 関係人物
- 鈴木重子－ライブを合同で年数回開いている。
- 高田なみ